# Huaihe, Xuyi
Huaihe (kinesiska: 淮河, 淮河镇) är en köping i Kina. Den ligger i provinsen Jiangsu, i den östra delen av landet, omkring 110 kilometer norr om provinshuvudstaden Nanjing. Antalet invånare är 23889. Befolkningen består av 11 779 kvinnor och 12 110 män. Barn under 15 år utgör 17,0 %, vuxna 15-64 år 71 %, och äldre över 65 år 11,0 %. Huaihe ligger vid sjöarna  Hongze Hu och Chengzi Hu.
Genomsnittlig årsnederbörd är 1 199 millimeter. Den regnigaste månaden är juli, med i genomsnitt 271 mm nederbörd, och den torraste är december, med 26 mm nederbörd.